# (8097) Yamanishi
(8097) Yamanishi (1993 RE) – planetoida z grupy pasa głównego asteroid okrążająca Słońce w ciągu 3,8 lat w średniej odległości 2,43 au. Odkryta 12 września 1993 roku.